# Face Up
Albums de Lisa Stansfield
Swing: Original Motion Picture Soundtrack
(1999) Biography: The Greatest Hits
(2003)
Singles
1. Let's Just Call It Love
Sortie : 11 juin 2001
2. 8-3-1
Sortie : 17 septembre 2001

Face Up est le cinquième album studio de Lisa Stansfield, sorti le 20 juin 2001 au Japon et le 25 juin 2001 en Europe.
L'album s'est classé 38e au UK Albums Chart.

## Liste des titres
| No  | Titre                       | Auteur                                           | Durée |
| --- | --------------------------- | ------------------------------------------------ | ----- |
| 1.  | I've Got Something Better   | Lisa Stansfield, Ian Devaney, Richard Darbyshire | 4:25  |
| 2.  | Let's Just Call It Love     | Stansfield, Devaney, Darbyshir                   | 4:17  |
| 3.  | You Can Do That             | Stansfield, Devaney, Darbyshire, Frank Musker    | 4:30  |
| 4.  | How Could You?              | Stansfield, Devaney, Darbyshire                  | 4:34  |
| 5.  | Candy                       | Stansfield, Devaney, Darbyshire                  | 5:06  |
| 6.  | I'm Coming to Get You       | Stansfield, Devaney, Darbyshire                  | 3:54  |
| 7.  | 8-3-1                       | Stansfield, Devaney, Darbyshire, Charlotte Kelly | 4:31  |
| 8.  | Wish on Me                  | Stansfield, Devaney, Darbyshire                  | 4:49  |
| 9.  | Boyfriend                   | Stansfield, Devaney                              | 4:44  |
| 10. | Don't Leave Now I'm in Love | Stansfield, Devaney, Darbyshire                  | 4:17  |
| 11. | Didn't I                    | Stansfield, Devaney, Darbyshire                  | 4:51  |
| 12. | Face Up                     | Stansfield, Devaney, Darbyshire                  | 4:52  |
| 13. | When the Last Sun Goes Down | Stansfield, Devaney, Darbyshire, Musker          | 3:57  |

| 14. | All over Me | Stansfield, Devaney, Darbyshire | 5:09 |

| 14. | Let's Just Call It Love (Dreemhouse Mix – Full Extended Version) | Stansfield, Devaney, Darbyshire        | 4:36 |
| 15. | Can't Wait To                                                    | Stansfield, Devaney, Darbyshire, Kelly | 4:27 |

| 14. | All over Me   | Stansfield, Devaney, Darbyshire        | 5:09 |
| 15. | Can't Wait To | Stansfield, Devaney, Darbyshire, Kelly | 4:27 |
| 16. | You Get Me    | Stansfield, Devaney, Darbyshire        | 5:37 |